# Lithobius scotophilus
Lithobius scotophilus är en mångfotingart som beskrevs av Robert Latzel 1897. Lithobius scotophilus ingår i släktet Lithobius och familjen stenkrypare.
Artens utbredningsområde är:
- Frankrike.
- Italien.

Inga underarter finns listade i Catalogue of Life.